# Max Payne 3
Max Payne 3 est un jeu vidéo de tir à la troisième personne développé par Rockstar Studios,, et publié par Rockstar Games sur PlayStation 3 et Xbox 360 en mai 2012, sur Windows en juin et sur OS X un an plus tard le 20 juin 2013.

## Trame

### Contexte
Le jeu se déroule neuf ans après les événements de Max Payne 2: The Fall of Max Payne, alors que Max sombre dans l’alcoolisme et la dépendance aux antidouleurs depuis qu'il a quitté New York et son travail dans la police. En effet, il est parti à São Paulo et s'occupe dorénavant de la sécurité d'un riche magnat de l'immobilier et de sa famille. Mais il se retrouve impliqué dans une affaire d'enlèvement, de meurtre et de trahison, et doit à nouveau prendre les armes pour s'en sortir. Pour Max Payne, la descente aux enfers continue : les plaies du passé, la mort de sa femme et de son enfant, ne sont pas refermées.

## Système de jeu
Max Payne 3 est un jeu de tir à la troisième personne dans lequel le joueur assume le rôle de son personnage, Max Payne. Max Payne 3 marque le retour de séquences d'action en bullet-time, pour lesquelles la franchise est notable. En bullet-time, il est possible de voir les détails de chaque balle de tir traverser un ennemi. La première bande annonce révélée le 14 septembre 2011 montre entre autres comment Max se transforme physiquement au fur et à mesure que l'histoire progresse, notamment lorsqu'il décide de se raser la tête et de se laisser pousser la barbe. Pour la première fois dans l'histoire de la franchise, le jeu comporte un mode multijoueurs.

## Développement
Déjà évoqué en 2004 par le CEO de Take-Two, Max Payne 3 est officialisé par Rockstar Games le 23 mars 2009 pour une sortie à la fin de la même année sur Windows, PlayStation 3 et Xbox 360. Cependant, il a été repoussé en 2010 en même temps que les autres franchises de Take-Two Interactive dans le but de gagner du temps dans le développement. En juin 2010, le jeu est de nouveau repoussé pour 2011. Le 21 décembre, le jeu n'est pas présenté dans le calendrier des sorties 2011-2012 et est encore une fois repoussé,. Le jeu était toujours au stade de développement mais il n'a pour autant pas été annulé ; Rockstar diffuse deux nouvelles captures d'écran du jeu. Le 8 septembre 2011, Rockstar annonce une date de lancement du jeu pour mars 2012 ainsi qu'une bande-annonce officielle le 14 septembre,,. En janvier 2012, Take-Two repousse le lancement de deux mois jusqu'en mai 2012 dans le but d'assurer une qualité optimale au jeu.
La première bande-annonce a été diffusée le 14 septembre 2011. En réponse aux critiques concernant la décision d'abandonner le thème film noir qui avait été exposé dans les précédents opus, le scénariste de la franchise, Sam Lake, rétorque en disant du jeu qu'il « maintient ses origines sombres » et que les fans de la série « seront surpris ». Rockstar a mené des recherches approfondies quant à l'ambiance, la culture, la police, les armes et chaque élément de São Paulo pour que l'environnement du jeu soit aussi authentique que possible. À plusieurs reprises, l'équipe de recherche a visité São Paulo et a fait des recherches sur les gangs locaux et les forces spéciales policières, en plus des armes et arsenal habituellement utilisés. Lors d'une entrevue en novembre 2011, Dan Houser de Rockstar Games explique que malgré ce que le public pense, Rockstar adore « passer un peu de temps » sur la fin de ses projets avant de décider ce qui se passera ensuite.
En mars 2012, il est annoncé que la version PC sera développée avec support de DirectX 11 et rendu en 3D stéréoscopique. La version PC de Max Payne 3 a été vendue en quatre DVD et la version Xbox 360 en deux disques ; cependant, la version PS3 est vendue en unique disque Blu-Ray.

## Accueil
Max Payne 3 a reçu un très bon accueil concernant la jouabilité améliorée. Les sites GameRankings et Metacritic attribuent une moyenne de 88,33 % et 87/100 pour la version PC,, 86,44 % et 87/100 pour la version PlayStation 3, et 84,91 % et 86/100 pour la version Xbox 360,.
Le jeu est en particulier reconnu pour la qualité de ses animations procédurales grâce auxquelles il remportera plusieurs récompenses,.
Au deuxième trimestre 2012, le titre s'est écoulé à 3 millions d'exemplaires dans le monde. Les ventes sont décevantes par rapport aux attentes de l'éditeur Take-Two Interactive, il avait placé de bien plus grands espoirs sur le retour de Max Payne.